# Presqu'île
Het Presqu'île (Nederlands: 'schiereiland') is een wijk in de Franse stad Lyon, gelegen op een schiereiland dat ingesloten ligt tussen de rivieren de Rhône en de Saône, en het grootste gedeelte van het centrum van de stad bevat. Het Presqu'île is gelegen in het 1e en het 2e arrondissement van de stad. Belangrijke punten op het Presqu'île zijn Place des Terreaux met het stadhuis, Place Bellecour, de Rue de la République en Perrache. 

## Afbeeldingen

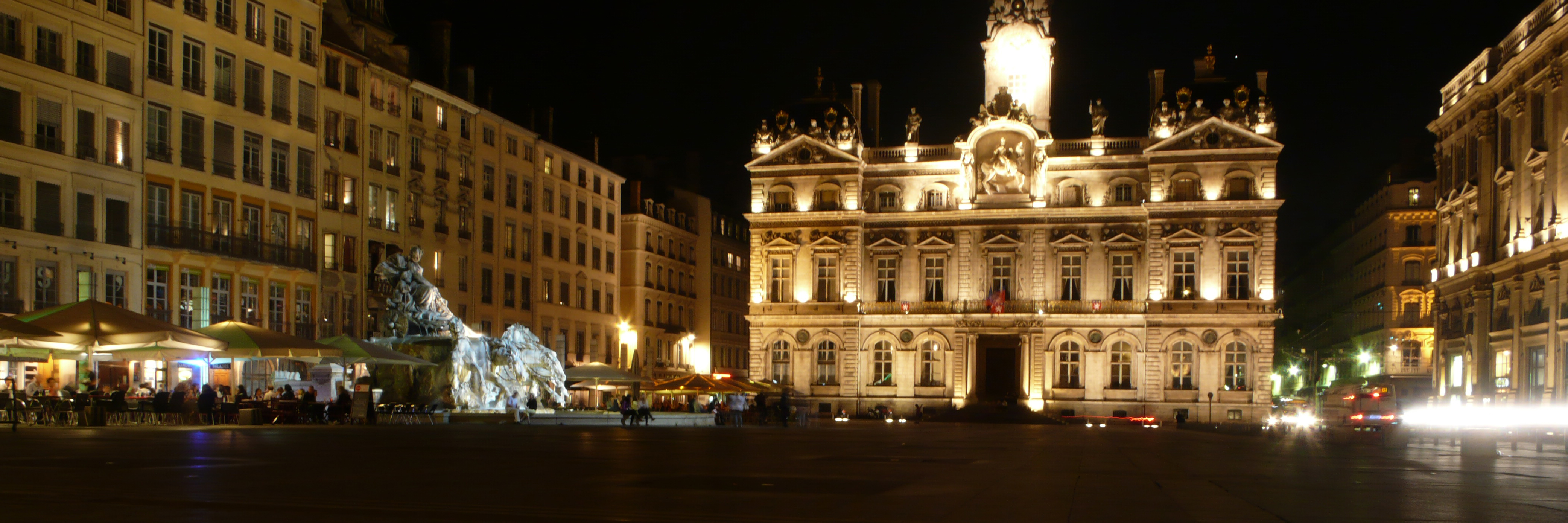
Place des Terreaux met gemeentehuis en Fontaine Bartholdi
Place Bellecour
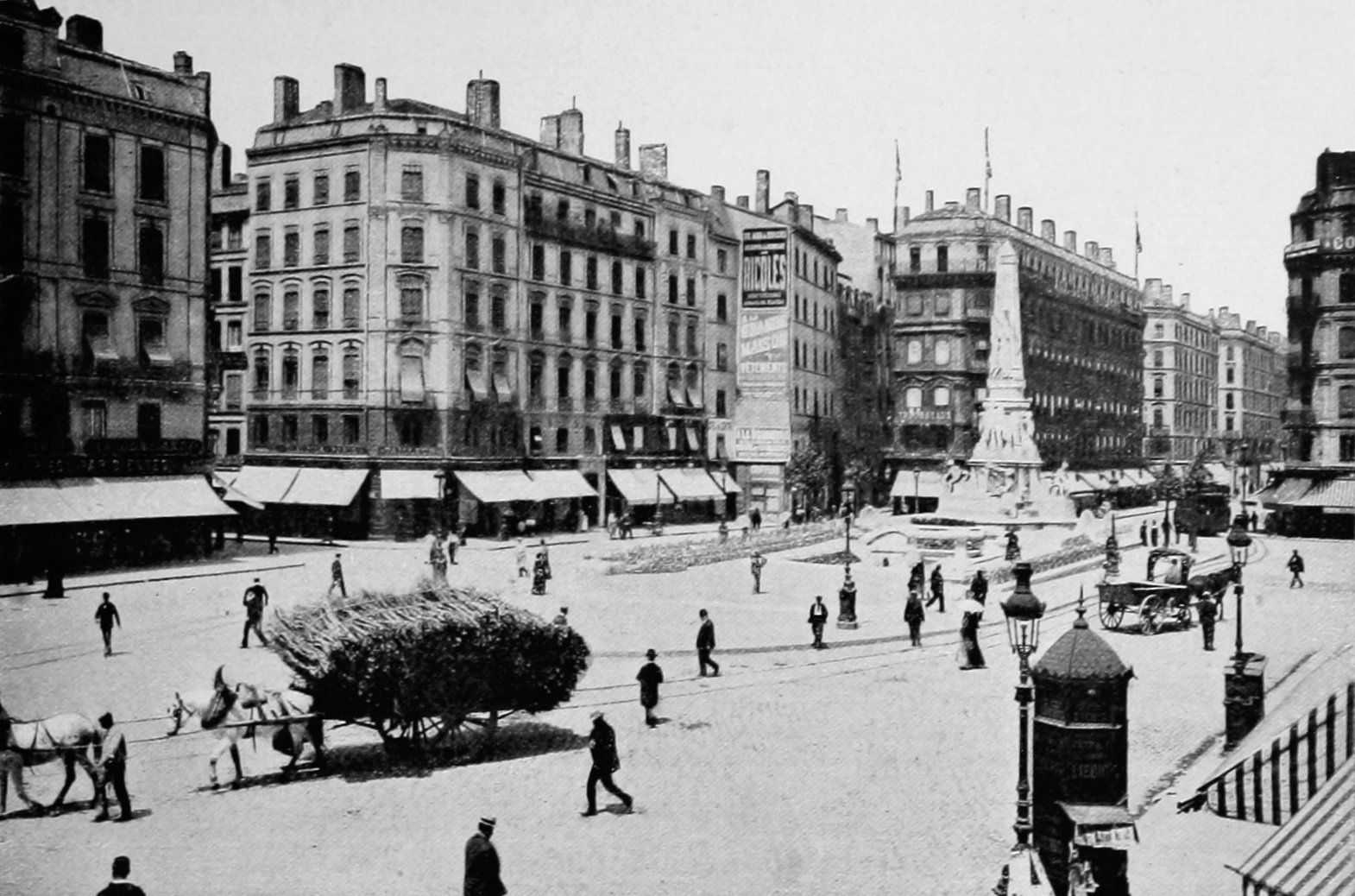
Place de la République, ca. 1900
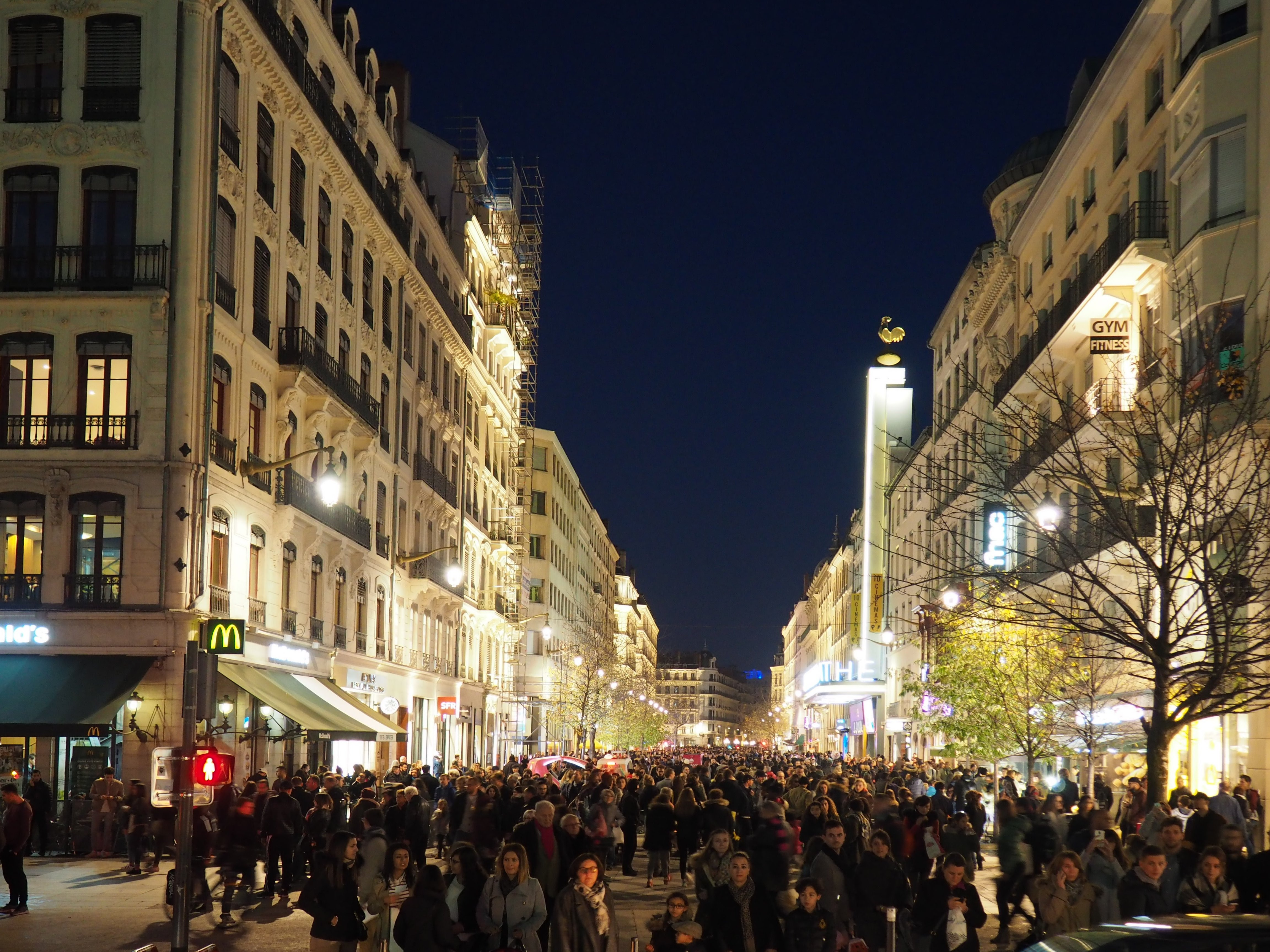
Rue de la République
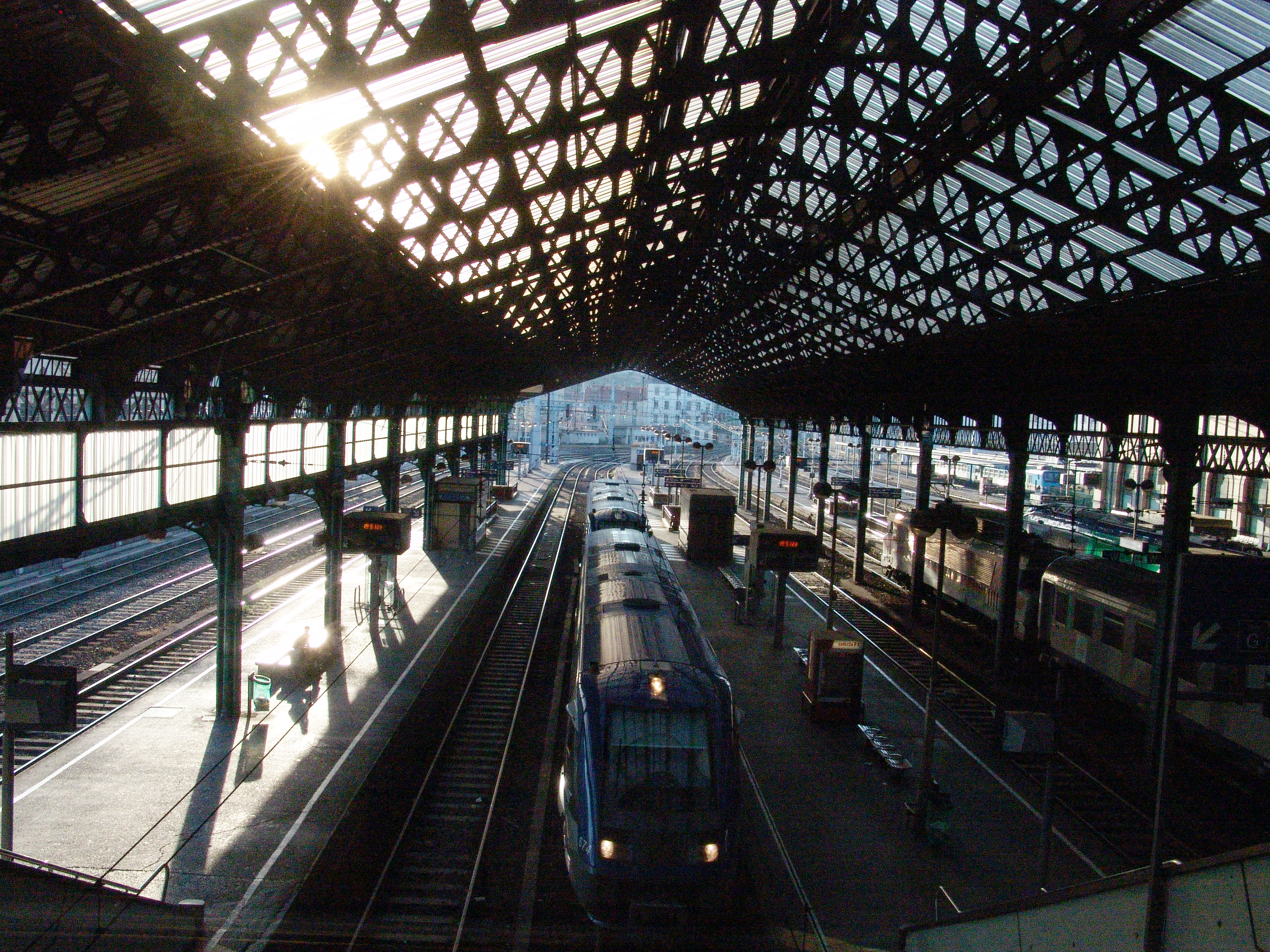
Station Lyon-Perrache